# Виана-ду-Алентежу, Дуарте де Менезеш
Дон Дуарте ди Менезиш (порт. Duarte de Meneses, 1414 — 20 января 1464) — португальский военный и политический деятель XV века, 3-й граф Виана-ду-Алентежу, 2-й граф Виана-ду-Каштелу, лорд Каминья, 1-й португальский капитан-губернатор (порт. primeiro capitão) португальского анклава в Северной Африке Ксар ес-Сегир (порт. Ksar es-Seghir).

## Происхождение
Дуарте ди Менезиш был незаконнорождённым сыном дворянина Педро ди Менезиша (порт. Pedro de Meneses), 1-го графа Вила-Реал, 1-го португальского губернатора Сеуты, и Изабель Домингес (порт. Isabel Domingues). Педро приходился двоюродным братом Леоноре Теллеш де Менезеш, королеве Португалии 1371—1383 годов. Хотя у Педро ди Менезиша было множество дочерей, как законных, так и незаконнорождённых, Дуарте был его единственным сыном. По запросу Педро, в марте 1424 года король Португалии Жуан I специальным указом утвердил статус Дуарте как законного наследника Педро ди Менезиша и всех его титулов.

## Молодые годы в Сеуте
Пока Педро ди Менезиш был губернатором Сеуты, Дуарте находился при нём. С малых лет он принимал участие в постоянных военных стычках с марокканцами вокруг Сеуты, в возрасте 15 лет уже был посвящён в рыцари. В 1430 году Педро ди Менезиш вернулся на несколько лет в Португалию оставив 16-летнего Дуарте фактическим военным командиром гарнизона Сеуты. Вернувшись в Сеуту в 1434 году, Педро оставил военное руководство Сеуты за Дуарте.
В 1436—1437 годах Португалия готовила крупную военную кампанию по захвату цитадели марокканцев Танжера. Поскольку Сеута был главным оплотом португальцев в Северной Африке, на долю Дуарте выпала большая часть подготовки португальцев к большой военной операции. В 1436 году Дуарте возглавлял атаку португальцев на Тетуан.
Португальский экспедиционный корпус под руководством принца Генриха Мореплавателя прибыл в Сеуту в августе 1437 года. Когда началась осада Танжера, Дуарте был одним из командиров португальцев. Педро ди Менезиш участия в осаде не принимал, так как был уже сильно болен. Получив сообщение, что отец при смерти, Дуарте прискакал в Сеуту, где успел повидать умирающего отца. Дуарте провёл пару дней в Сеуте, улаживая дела отца, а когда он приехал к Танжеру, военная картина сильно изменилась — огромная армия Маринидов подошла к Танжеру окружив португальцев. Окружённая армия португальцев с трудом отбиваясь от атак мусульман, в лагере португальцев начался голод. Чтобы спасти армию, Генрих Мореплаватель пошёл на переговоры — португальцы обещали снять осаду с Танжера и вернуть Маринидам Сеуту. В закрепление обещания, португальцы оставили Маринидам заложником принца Фернандо, брата Генриха Мореплавателя (и брата короля Дуарте I).
Португальские Кортесы решили не отдавать Сеуту марокканцам, принц Фернандо остался в плену, Сеута осталась единственным оплотом португальцев в Северной Африке.

## В Португалии
Несмотря на усилия отца по закреплению всех титулов за сыном, несмотря на впечатляющий военный опыт, Дуарте ди Менезиш после смерти отца унаследовал только титул графа Виана-ду-Алентежу. Титулы графа Вила-Реал и губернатора Сеуты король пожаловал законной дочери Педро ди Менезиша — Беатрисе ди Менезиш (порт.  Brites de Menezes) и её мужу Фернандо ди Норонья (порт. Fernando de Noronha). В июле 1438 года Дуарте сдал дела в Сеуте Фернандо ди Норонья и отбыл в Португалию. Он был принят королём Дуарте I, который чувствовал несправедливость в отношении Дуарте, и назначил его алкайдом Бежа и одарил другими почестями.
После смерти короля Дуарте I в сентябре 1438 года королём Португалии стал 6-летний Афонсу V. В разразившемся кризисе регентов Дуарте сначала поддержал королеву—мать Элеонору Арагонскую, а не младшего брата Дуарте I Педру. Но вскоре симпатии португальского дворянства повернулись в сторону Педру, и Дуарте стал поддерживать его, а не Элеонору Арагонскую. Дуарте пользовался доверием Педру, он был назначен командиром нескольких военных компаний против Кастилии в 1441, 1444 и 1445 годах. По запросу Хуана II Кастильского Дуарте был назначен командиром объединённых войск Кастилии и Португалии на границе с Гранадским эмиратом, правда, в этой должности Дуарте прослужил только несколько месяцев.
В 1448 году повзрослевший Афонсу V попытался взять всю полноту власти, которую герцог Коимбры Педру не спешил ему отдавать. Противостояние вылилось в серию военных конфликтов, кульминацией которых стало сражение при Алверка-ду-Рибатежу, в котором Дуарте ди Менезиш воевал на стороне Афонсу V. Его верность королю была вознаграждена, королём было подтверждено право на все титулы за Дуарте и его потомками.

## Ксар ес-Сегир
В октябре 1458 года король Афонсу V начал новую кампанию в Северной Африке, первую после неудачи под Танжером в 1437 году. Султан Маринидов сосредоточил все свои силы в районе Танжера, ожидая там атаку португальцев, но те вместо Танжера высадились в районе города Ксар ес-Сегир между Сеутой и Танжером. Португальцы легко завладели слабо обороняемым Ксар ес-Сегиром, Дуарте ди Менезиш тут же был назначен его первым капитан-губернатором.
Дуарте немедленно занялся укреплением города, понимая, что атака Маринидов последует быстро. Мусульмане начали осаду Ксар ес-Сегира в ноябре 1458 года, заблокировав город и с моря, не пуская корабли португальцев помочь осаждённым. Дуарте лично возглавлял оборону небольшого гарнизона, устраивал постоянные вылазки, тревожа Маринидов, демонстрируя чудеса храбрости. 2 января 1459 года мусульмане, в лагере которых начались болезни, сняли осаду.
Войско Маринидов вернулось через 6 месяцев, Дуарте опять возглавил оборону. Несмотря на осаду, Дуарте вызвал из Португалии свою семью. Кораблю с семьёй Дуарте удалось пробраться через заслоны мусульман, приезд семьи губернатора резко повысил дух осаждённых. Не добившись ничего, султану Маринидов пришлось во второй раз снять осаду в августе 1459 года. Стычки около города продолжались непрерывно, но к апрелю 1460 года ситуация вокруг Ксар ес-Сегира стабилизировалась настолько, что Дуарте оставил город под командованием своего племянника, Альфонсо Телеса, и отплыл в Лиссабон. В Португалии он был встречен как герой, король пожаловал Дуарте титулы 2-го графа Виана-ду-Каштелу (титул был свободен после смерти 1-го графа Виана-ду-Каштелу) и лорда Каминья.
Дуарте вернулся в Ксар ес-Сегир в 1461 году. В этом году он возглавил 3 похода португальцев в район Танжера. В августе 1462 года он снова пересёк Гибралтарский пролив участвуя в отвоевании у Гранадского эмирата Гибралтара.

## Танжер
В 1463 году король решил возглавить новую кампанию португальцев по захвату Танжера. Дуарте считал время для атаки неподходящим, Но губернатор Сеуты, сын Беатрис ди Менезиш и Фернандо ди Норонья (и племянник Дуарте) Педро ди Менезиш поддержал стремление короля. Военный поход начался неудачно — шторм разметал корабли португальцев, много кораблей затонуло, но король с большинством кораблей всё-таки причалил в Ксар ес-Сегире.
Король выдвинул план атаки на Танжер — корабли должны были атаковать крепость с моря, отвлекая артиллерию. В это время король сам возглавит колонну португальцев, которая атакует крепость с суши. Дуарте пытался отговорить короля, но король принял этот план. План португальцев провалился — корабли не смогли подойти к крепости из-за непогоды, португальцы пошли на штурм, их встретила артиллерия мусульман, и атака была отбита. Португальцы понесли тяжёлые потери. Король вернулся в Сеуту, оставив командование армии на своего брата, герцога Фернанду. Как только Фернанду получил командование, он начал ещё одну атаку Танжера, столь же бесхитростную, и тоже безрезультативную. Португальцы понесли ещё более тяжёлые потери.
Афонсу V не хотел возвращаться в Португалию без какой-нибудь, хоть небольшой победы. В январе 1464 года король возглавил рейд к югу от Ксар ес-Сегира во владения Маринидов. Дуарте опять не нравилась идея этого рейда, но он сопровождал короля в этом походе. В районе Тетуана португальцы попали в засаду. Дуарте прикрывал отступление короля. Королю удалось оторваться от мусульман и вернуться в Сеуту, но Дуарте в этой битве был убит. Афонсу V вернулся в Португалию.
Тело Дуарте ди Менезиш не было захоронено португальцами, но какие-то мощи Дуарте (по разным источникам палец или зуб) были позже найдены. Мощи были захоронены в мемориальной стеле в городе Сантарен вдовой Дуарте, Изабель Кастро. В 1928 году мемориальная стела была перенесена со своего оригинального места в оседнюю церковь—музей.
Вскоре после возвращения в Португалию в 1464 году король Афонсу V поручил королевскому хронисту Гомишу ди Зурара написать жизнеописание Дуарте ди Менезиша (Гомиш ди Зурара уже составлял жизнеописание отца Дуарте, Педро ди Менезиша). Для сбора материалов для жизнеописания Гомиш ди Зурара провёл целый год в Ксар ес-Сегире, интервьюируя солдат, посещая места битв, и даже (что было очень необычно для своего времени) опрашивая врагов португальцев — мусульман Маринидов. Хроника графа Дуарте ди Менезиша (порт. Chronica do Conde D. Duarte de Menezes), самая известная хроника Гомишу ди Зурара, была закончена около 1468 года. До современного времени полностью хроника не дошла, где-то треть утеряна. Большая часть хроники впервые была опубликована в 1793 году.

## Потомки
Дуарте ди Менезиш был женат дважды:
- Первая женитьба (май, 1439 года) — на Доне Изабель ди Мело (порт. Isabel de Melo), дочери алкайда Эвора. В этом браке у Дуарте была одна дочь:

1. Дона Мария ди Менезиш

- Второй брак (июль 1442 года) — с Доной Изабель ди Кастро (порт. Isabel de Castro), дочери управляющего двора принца Генриха Мореплавателя. В этом браке у Дуарте было 5 детей:

1. Дон Энрике ди Менезиш (порт. Henrique de Meneses), 4-й граф Виана-ду-Алентежу, 3-й граф Виана-ду-Каштелу, 1-й граф Лоле, первый португальский капитан-губернатор Асила
2. Дон Гарсия ди Менезиш, епископ Эворы. Во времена войны за кастильское наследство был военачальником принца Жуана, отличился в битве при Торо. Возглавлял турецкий поход 1481 года[англ.].
3. Дон Фернанду ди Менезиш (порт. Fernando de Menezes)
4. Дон Жуан ди Менезиш (порт. João de Menezes), 1-й граф Тарока, отец губернатора Португальской Индии Дуарте ди Менезиша
5. Дона Изабель ди Менезиш (порт. Isabel de Menezes)

- Кроме детей, рождённых в браках, у Дуарте был незаконный сын:

1. Дон Педро Гало (порт. D. Pedro Galo), уравненный в правах с законными детьми специальным указом короля после смерти Дуарте в декабре 1464 года.